# Safradine Traore
Safradine Traoré est un footballeur béninois né le 31 mai 1986 à Porto-Novo. Il évolue au poste de défenseur.

## Carrière
- 2004- : Buffles du Borgou FC  Bénin[1]

## Sélections
- International avec le  Bénin depuis 2005 : 3 sélections.